# Atherigona nitida
Atherigona nitida este o specie de muște din genul Atherigona, familia Muscidae, descrisă de Adrian C. Pont în anul 1986.
Este endemică în Queensland. Conform Catalogue of Life specia Atherigona nitida nu are subspecii cunoscute.